# Швајцарница
Швајцарница је насељено место у Барањи, у саставу општине Дарда, Осјечко-барањска жупанија, Република Хрватска.

## Историја
До територијалне реорганизације у Хрватској налазила се у саставу бивше велике општине Бели Манастир.

## Становништво
На попису становништва 2011. године, Швајцарница је имала 196 становника.

### Број становника по пописима
| Националност   | 2001. | 1991. | 1981. | 1971. | 1961. | 1953. | 1948. | 1931. | 1921. | 1910. | 1900. | 1890. | 1880. | 1869. | 1857. |
| бр. становника | 231   | 293   | 235   | 210   | 229   | 138   | 129   | %     | %     | %     | 29    | %     | %     | %     | %     |

- напомене:

Од 1900. до 1981. исказује се као део насеља, а од 1991. као самостално насеље настало издвајањем из насеља Дарда. Од 1910. до 1931. подаци су садржани у насељу Дарда.

### Национални састав
| Националност       | 2001.        | 1991.        |
| Срби               | 122 (52,81%) | 209 (71,33%) |
| Хрвати             | 90 (38,96%)  | 49 (16,72%)  |
| Југословени        | 0            | 12 (4,09%)   |
| остали и непознато | 19 (8,22%)   | 23 (7,84%)   |
| Укупно             | 231          | 293          |

- за остале пописе видети под: Дарда.

## Попис 1991.
На попису становништва 1991. године, насељено место Швајцарница је имало 293 становника, следећег националног састава:
| Попис 1991.‍  | Попис 1991.‍  | Попис 1991.‍ | Попис 1991.‍ | Попис 1991.‍ |
| ------------ | ------------ | ----------- | ----------- | ----------- |
|              |              |             |             |             |
| Срби         | Срби         |             | 209         | 71,33%      |
| Хрвати       | Хрвати       |             | 49          | 16,72%      |
| Југословени  | Југословени  |             | 12          | 4,09%       |
| Муслимани    | Муслимани    |             | 8           | 2,73%       |
| Словенци     | Словенци     |             | 2           | 0,68%       |
| Мађари       | Мађари       |             | 1           | 0,34%       |
| Немци        | Немци        |             | 1           | 0,34%       |
| неопредељени | неопредељени |             | 9           | 3,07%       |
| непознато    | непознато    |             | 2           | 0,68%       |
| укупно: 293  |              |             |             |             |

## Извор
- ЦД-ром: „Насеља и становништво РХ од 1857-2001. године“, Издање Државног завода за статистику Републике Хрватске, Загреб, 2005.